# 丹地國際體育中心
丹地國際體育中心（英語：Dundee International Sports Centre，簡稱DISC）是位於蘇格蘭鄧迪的綜合體育中心，在1990年代末啟用，是1998年歐洲曲棍球國家錦標賽的比賽場地之一。目前體育中心主要給學校學生上体育課。

## 外部連結
- 官方網站